# Konjic
Konjic je mesto in središče istoimenske občine v Bosni in Hercegovini.

## Zemljepis
Konjic leži v severni Hercegovini, od Sarajeva je oddaljen 62 kilometrov in od Mostara 70 kilometrov. Razteza se na bregovih reke Neretve in ob njenem pritoku Trešanici. Južno od mesta se dviga gora Prenj, visoka preko 2100 metrov. V bližini sta akumulacijsko Jablaničko jezero na Neretvi in ledeniško Boračko jezero.
Skozi Konjic poteka magistralna cesta M-17, ki povezuje Sarajevo, Mostar in Čapljino; tod je predvidena tudi gradnja avtoceste A1. Skozi mesto teče tudi železniška proga Sarajevo–Ploče.

## Zgodovina
Na področju današnjega Konjica je obstajala naselbina v mlajši kameni dobi, prvo znano ljudstvo na območju mesta pa so bili Iliri. V času antičnega Rima je tod potekala prometna pot med Dalmacijo in Podonavjem. Iz tega obdobja so najdeni sledovi večjega naselja, med katerimi izstopajo ostanki mitreja.
Naselje z imenom Konjic se prvič omenja leta 1382 v zapisu trgovske karavane, ki je potovala v Dubrovnik. V srednjem veku je bilo mesto del Kraljevine Bosne, v letih 1463–1469 je mesto osvojilo Osmansko cesarstvo. V 17. stoletju je bil zgrajen Stari most čez Neretvo, ki je danes upodobljen v občinskem grbu.
Leta 1878 je skupaj s preostankom Bosne in Hercegovine postal del Avstro-Ogrske, po prvi svetovni vojni Kraljevine Srbov, Hrvatov in Slovencev, med drugo svetovno vojno je pripadel Neodvisni državi Hrvaški in po vojni SFR Jugoslaviji. Med letoma 1953 in 1979 so v bližini Konjica v tajnosti zgradili protiatomski bunker ARK/D-o, znan kot »Titov bunker«.
Ob razpadu Jugoslavije je Konjic bil večetnično mesto z dobrimi povezavami med Sarajevom in južnim delom republike ter z številnimi vojaškimi objekti. Kot tako je postal pomembna strateška točka v vojni ob razpadu Jugoslavije. V srbskih vaseh okoli mesta je Republika Srbska ustanovila »Srbsko občino Konjic«, območje pa je zahtevala tudi nepriznana državna tvorba Herceg-Bosna. Aprila in maja 1992 sta mesto nadzorovali bosanska teritorialna obramba in Hrvaški obrambni svet, medtem ko so srbske vojaške formacije blokirale dostop in ga odrezale od zunanje oskrbe. Bosanska in hrvaška vojska sta bosanske Srbe, aretirane v vojaških operacijah, internirali v taborišču Čelebići, kjer so številne civiliste mučili in ubili. Od marca 1993 do konca vojne je na območju Konjica prihajalo do spopadov med Bošnjaki in Hrvati.
Med vojno se je iz Konjica izselil velik del srbskega in hrvaškega prebivalstva, priselili pa so se bošnjaški begunci s sosednjih zasedenih območij. Vodje taborišča Čelebići je haaško sodišče obsodilo vojnih zločinov.

## Prebivalstvo
Po podatkih popisa prebivalstva leta 1991 je v Konjicu živelo 13.729 prebivalcev, od tega približno polovica Bošnjakov ter po ena petina Hrvatov in Srbov. Ob popisu leta 2013 je mesto imelo 10.732 prebivalcev, med katerimi so močno prevladovali Bošnjaki (skoraj 90%).
| . Konjic, popis 1991; skupaj 13.729 Muslimani 6697 (48,8 %) Hrvati 3036 (22,1 %) Srbi 2536 (18,5 %) drugi in neznano 1460 (10,6 %) | . Konjic, popis 2013; skupaj: 10.732 Bošnjaki 9475 (88,3 %) Hrvati 607 (5,7 %) Srbi 195 (1,8 %) drugi in neznano 405 (4,2 %) |

## Kultura
Kot narodni spomenik Bosne in Hercegovine je zavarovan kamniti Stari most čez Neretvo, zgrajen v 17. stoletju in eden najlepših mostov v Bosni in Hercegovini iz osmanskega obdobja. Marca 1945 ga je med umikanjem porušila nemška vojska, v letih 2006–2009 pa so ga obnovili.
Področje Konjica ima tradicijo rezbarjenja pohištva, interjerja in malih okrasnih predmetov. Obrt je uvrščena na Unescov seznam nesnovne kulturne dediščine.

## Občina
Občina Konjic je po površini tretja največja občina v Bosni in Hercegovini za mestoma Banja Luka in Mostar. Poleg Konjica zajema 167 naselij:
Argud, Bale, Bare, Barmiš, Bijela, Bjelovčina, Blace, Blučići, Borci, Boždarevići, Bradina, Brda, Brđani, Budišnja Ravan, Bukovica, Bukovlje, Bulatovići, Bušćak, Buturović Polje, Cerići, Crni Vrh, Čelebići, Čelina, Česim, Čestaljevo, Čičevo, Čuhovići, Dobričevići, Dolovi, Doljani, Donja Vratna Gora, Donje Selo, Donje Višnjevice, Donji Čažanj, Donji Gradac, Donji Nevizdraci, Donji Prijeslop, Došćica, Dramiševo, Dubočani, Dubravice, Dudle, Dužani, Džajići, Džanići, Džepi, Falanovo Brdo, Gakići, Galjevo, Gapići, Glavatičevo, Gobelovina, Gorani, Goransko Polje, Gorica, Gornja Vratna Gora, Gornje Višnjevice, Gornji Čažanj, Gornji Gradac, Gornji Nevizdraci, Gostovići, Grabovci, Gradeljina, Grušča, Gvozno, Hasanovići, Herići, Homatlije, Homolje, Hondići, Hotovlje, Idbar, Jasenik, Javorik, Jezero, Ježeprosina, Jošanica, Kale, Kanjina, Kašići, Kostajnica, Koto, Krajkovići, Kralupi, Krtići, Krupac, Krušćica, Kula, Lađanica, Lisičići, Lokva, Luka, Luko, Lukomir, Lukšije, Ljesovina, Ljubuča, Ljusići, Ljuta, Ljuta, Mladeškovići, Mokro, Mrkosovice, Obrenovac, Obri, Odžaci, Orahovica, Orlište, Oteležani, Ovčari, Pačerani, Parsovići, Plavuzi, Podhum, Podorašac, Pokojište, Polje, Polje Bijela, Požetva, Prevlje, Radešine, Rajac, Raotići, Rasvar, Razići, Redžići, Repovci, Repovica, Ribari, Ribići, Seljani, Seljani, Seonica, Sitnik, Slavkovići, Solakova Kula, Sopot, Spiljani, Stojkovići, Strgonice, Studenčica, Sultići, Susječno, Svijenča, Šunji, Tinje, Tovarnica, Treboje, Trešnjevica, Trešnjevica, Trusina, Tuhobići, Turija, Ugošće, Veluša, Vinište, Vrbljani, Vrci, Vrdolje, Vrhovina, Zaborani, Zabrđani, Zabrđe, Zagorice, Zaslivlje, Zelomići, Zukići.